# 修羅場の人間学
『修羅場の人間学』（しゅらばのにんげんがく）は、1993年11月13日公開の日本映画。

## 概要
戦後活動していた「安藤組」を一番下っ端の平吉の目線で描いたスピンオフ的作品である。

## キャスト
- 朝田平吉：高嶋政伸
- 岩崎純子：南野陽子
- 山倉和弘：的場浩司
- 森島雅人：布施博
- ジェーン夏川：桐島かれん
- 寺岡勇（テラ）：湯江健幸
- 大西三郎（サブ）：亀山忍
- 村木英明：佐野史郎
- 朝田つる：野際陽子
- 花形敬：山下真司
- 安藤昇：原田芳雄

## スタッフ
- 監督：梶間俊一
- 企画：安藤昇
- プロデューサー：佐藤和之、小島吉弘
- 脚本：岡部耕大、掛札昌裕
- 原作：森田雅
- 撮影：東原三郎
- 美術：桑名忠之
- 照明：山口利雄
- 主題歌：高嶋政伸「月に吠える」
- 音楽プロデューサー：石川光
- 録音：林鉱一
- 編集：西東清明
- 助監督：山本伊知郎
- スチール：加藤光男
- 製作：東映、東北新社、東映ビデオ
- 配給：東映

## 評価

### 興行成績
東映社史に残る不入りだったとされる。 

## 受賞歴
- 1993年度 第6回日刊スポーツ映画大賞
  - 石原裕次郎新人賞  高嶋政伸 『虹の橋』、『修羅場の人間学』